# 密厳院
密厳院（みつごんいん）は、和歌山県伊都郡高野町高野山にある高野山真言宗の寺院。総本山金剛峯寺の塔頭、宿坊。山号は高野山。本尊は大日如来。新義真言宗の教学の祖である興教大師覚鑁の自所であった寺院である。高野山一の橋から奥の院に向かう途中に位置する。

## 歴史
長承元年（1132年）に覚鑁によって創建される。その後、覚鑁は腐敗した金剛峯寺の内紛に憂いを持ち、密厳院において3余年に及ぶ無言行を敢行し密巌上人と称された。その直後に「密厳院発露懺悔文」を書き上げたと言われる。
保延6年（1140年）の金剛峯寺の内紛により焼き討ち（錐もみの乱）にあい、住職の覚鑁はやむなく山を降り、新義真言宗根来寺を開創した。現在の密厳院はその後再建されたものである。また、本堂には覚鑁の像が祀られているが、これは高野山では唯一である。

## 境内
- 本堂
- 宿坊
- 山門
- 苅萱堂 - 東海近畿地蔵霊場第34番札所[1]。

## 前後の札所
東海近畿地蔵霊場
33 万福寺　-　34 密厳院苅萱堂　-　35 地蔵院

## 不祥事
新型コロナウイルスの感染が拡大していた、2020年9月から2022年9月の間、現実には休業していないにもかかわらず、休業したとする虚偽の申請書類を作成して提出し、雇用助成金あわせて約621万円を不正に受給したことが判明し和歌山労働局によって2024年3月支給決定が取り消された。本院は読売テレビの取材に対し、「責任者が不在でコメントできない」と回答している。